# Kuiperov pojas
Kuiperov pojas, ponekad nazivan i Edgeworth-Kuiperov pojas, područje Sunčevog sustava nakon planeta koje se proteže od Neptunove orbite (na 30 AJ) do otprilike 50 AJ od Sunca. Iako sličan asteroidnom pojasu, značajno je veći od njega - 20 puta širi te 20 do 200 puta masivniji. Kao i asteroidni pojas, uglavnom se sastoji od manjih nebeskih tijela, ostataka iz vremena formiranja Sunčevog sustava. Dok je većina asteroida sastavljena uglavnom od stijena i metala, većina objekata Kuiperovog pojasa građena je od zaleđenih hlapljivih spojeva (koji se nazivaju "ledovima"), poput metana, amonijaka i vode. Klasični pojas dom je barem trima patuljastim planetima: Plutonu, Haumei i Makemakeu. Za neke od mjeseca sunčevog sustava, poput Neptunovog Tritona i saturnove Febe, vjeruje se da potječu iz pojasa.
Od otkrića pojasa 1992., broj poznatih objekata Kuiperovog pojasa (KBO) povećao se na više od tisuću dok se broj objekata s promjerom većim od 100 km procjenjuje na više od 100.000. Kuiperov pojas isprva se smatrao glavnim izvorištem periodičnih kometa, onih čija orbita traje manje od 200 godina. Međutim, istraživanja nakon sredine 1990-ih pokazala su da je klasični pojas dinamički stabilan, te da je pravi izvor kometa raspšeni disk, dinamički aktivno područje koje je nastalo gibanjem Neptuna prije 4,5 milijardi godina; objekti raspršenog pojasa poput Eris imaju izraženo ekscentrične orbite koje ih odvedu na udaljenosti i do 100 AJ od Sunca. ↓b1
Kuiperov pojas ne bi se smio miješati s pretpostavljenim Oortovim oblakom, koji je tisuću puta udaljeniji. Objekti unutar Kuiperovog pojasa, zajedno s članovima raspršenog diska i potencijalnog Hillsovog oblaka ili Oortovog oblaka, kolektivno se nazivaju trans-Neptunskim objektima (TNO, eng. trans-Neptunian objects).
Pluton je najveći poznat član Kuiperovog pojasa, te drugi najveći poznati TNO, nakon Eris u raspršenom disku. ↓b1 Prvotno smatran planetom, Plutonov status kao dijela Kuiperovog pojasa doveo je do reklasificiranja u "patuljasti planet" 2006. godine. Građom je sličan mnogim drugim objektima u pojasu te mu je orbitalni period karakteristična za klasu KBO-a poznatih kao "plutinoi" koji dijele istu 2:3 rezonanciju s Neptunom.

## Povijest
Nakon otkrića Plutona mnogi su nagađli da možda nije sam. Područje koje se danas naziva Kuiperovim pojasom teoretizirano je u različitim oblicima desetljećima. Tek su 1992. pronađeni prvi izravni dokazi koji potvrđuju njegovo postojanje. Broj i raznolikost ranijih nagađanja o naravi Kuiperovog pojasa doveli su do toga da nije točno određeno kome pripadaju zasluge za njegovo prvo predlaganje.

### Hipoteze
Prvi astronom koji je predložio postojanje trans-Neptunske populacije bio je Frederick C. Leonard. 1930., nedugo nakon što je Clyde Tombaugh otkrio Pluton, Leonard je nagađao da "nije li vjerojatno da je u obliku Plutona na vidjelo izašao prvi u seriji od ultra-Neptunovskih tijela, čiji ostali članovi čekaju otkriće ali su suđeni da u konačnici budu pronađeni".
1943. u časopisu Journal of the British Astronomical Association, Kenneth Edgeworth teoretizirao je da je, u području nakon Neptuna, materijal unutar primordijalne solarne maglice bio preširoko raspoređen da bi se iz njega formirali planeti umjesto čega je nastalo mnoštvo manjih tijela. Iz ovoga je izveo zaključak da je "vanjsko područje Sunčevog sustava, izvan orbita planeta, naseljeno velikim brojem relativno malih tijela" te da, s vremena na vrijeme, jedan od njih "zaluta iz svoje sfere kao povremeni posjetitelj unutarnjeg Sunčevog sustava", postajući komet.
1951., u članku za časopis Astrophysics, Gerard Kuiper je nagađao o sličnom diskom koji se formirao rano u evoluciji Sunčevog sustava; međutim, on nije vjerovao da takav pojas postoji i danas. Kuiper je radio koristeći pretpostavke koje su u to vrijeme bile opće prihvaćene, da je Pluto veličine Zemlje te da je raspršio ove objekte vani prema Oortovom oblaku ili izvan Sunčevog sustava. Da je Kuiperova hipoteza bila točna, danas ne bi bilo Kuiperovog pojasa.
Hipoteza je u desetljećima koja su slijedila poprimila brojne različite oblike. 1962. fizičar Al G.W. Cameron predložio je postojanje "goleme mase malog materijala na rubovima Sunčevog sustava", dok je 1964. Fred Whipple, koji je popularizirao poznatu hipotezu "prljava snježna gruda" kao objašnjenje strukture kometa, smatrao da "pojas kometa" može biti dovoljno masivan da izazove poremećaje u orbiti Urana koji su pokrenuli potragu za Planetom X. Promatranja su isključila ovu mogućnost.
1977. Charles Kowal otkrio je 2060 Hiron, ledeni planetiod s orbitom između Saturna i Urana. 1992., još jedan objekt, 5145 Fol, otkriven je u sličnoj orbiti. Danas je poznato da čitava populacija tijela nalik kometima, kentauri, zauzima područje između Jupitera i Neptuna. Orbite kentaura su nestabilne te imaju dinamički životni vijek od nekoliko milijuna godina. Od vremena otkrića Hirona, astronomi su pretpostavljali da mora postojati nekakav "rezervoar" iz kojeg se skupina nadopunjuje.
Dodatni dokazi o postojanju pojasa došli su od proučavanja kometa. Činjenica da kometi imaju određene životne vijekove bila je poznata već neko vrijeme. Kako se približavaju Suncu, njegova toplina izaziva sublimaciju njihove hlapljive površine u svemir, postupno ih izjedajući. Da bi bili vidljivi kroz vijekove Sunčevog sustava, stvara potrebu za njihovim čestim obnavljanjem. Jedno od takvih područja obnavljanja je Oortov oblak, sferični roj kometa koji se proteže dalje od 50.000 AJ od Sunca, prvi put predložen 1950. od strane Jana Oorta. Vjeruje se da je izvor kometa dugog perioda, poput Hale-Boppa, čije orbite traju tisuće godina.
Postoje, međutim, i druge kometne populacije poznate kao kratko-periodni i periodični; oni, poput Halleyja, s orbitama koje traju manje od 200 godina. Do 1970-ih, brzina kojom su otkrivani kratko-periodni kometi bila je nedosljedna s mišljenjem da potječu samo iz Oortovog oblaka. Da bi objekt Oortovog oblaka postao kratko-periodični komet potrebno je da ga prije toga zarobi jedan od divovskih planeta. 1980. u Monthly Notices of the Royal Astronomical Society, Julio Fernandez je ustvrdio da za svaki kratko-periodni komet koji ode prema unutarnjem Sunčevom sustavu, njih 600 treba biti izbačeno u međuzvjezdani prostor. Nagađao je da bi kometni pojas između 35 AJ i 50 AJ bio nužan kako bi se objasnili svi promatrani kometi. Slijedeći Fernandezova rad, 1988. kanadski tim sastavljen od Martina Duncana, Toma Quinna i Scotta Tremainea izveo je niz računalnih simulacija kako bi utvrdili jesu li svi promatrani kometi mogli doći iz Oortovog oblaka. Otkrili su da Oortov oblak ne može biti izvorište svih kometa, posebice zato što su kratko-periodni grupirani u blizini ravnine Sunčevog sustava dok kometi Oortovog oblaka imaju tendenciju stizati iz bilo koje točke na nebu. Dodajući u izračune pojas koji je opisao Fernandez, simulacije su se poklapale s promatranjima. Navodno zato što su se izrazi "Kuiper" i "kometni pojas" pojavili u početnoj rečenici Fernandezovog rada, Tremaine je ovu hipotetsku regiju oslovio kao "Kuiperov pojas".

### Otkriće
1987. astronom David Jewitt, tada na MIT-u, bio je sve više zbunjen navodnom "prazninom vanjskog Sunčevog sustava". Tadašnju studenticu Jane Luu poticao je da mu pomogne u traženju drugog objekta izvan plutonove orbite jer kako je rekao, "ako mi to nećemo, nitko neće". Služeći se teleskopima zvjezdarnica Kitt Peak u Arizoni i Cerro Tololo Inter-American u Čileu Jewitt i Luu potragu su zasnovali na istim principima kao i Clyde Tombaugh i Charles Kowal, koristeći blink-komparator. Isprva im je za pregled jednog para pločica bilo potrebno oko osam sati, no proces je ubrzan uvođenjem električnih CCD senzora koji, iako su imali uže polje promatranja, su bili efikasniji u prikupljanju svjetla te su omogućavali digitalno uspoređivanje pločica na računalu. 1988. Jewitt je prešao na Institut za astronomiju Sveučilišta na Havajima. Kasnije mu se pridružila i Luu gdje su imali pristup 2,24 m teleskopu na vrhu Mauna Kea. Vidno polje koje su mogli snimati CCD-i s vremenom se povećalo na 1024 x 1024 piksela što je omogućilo puno brže pretrage neba. Konačno nakon pet godina potrage, 30. kolovoza 1992., Jewitt i Luu objavili su "otkriće kandidata za objekt Kuiperovog pojasa" (15760) 1992 QB1 Šest mjeseci kasnije u istom području otkrili su i drugi objekt, (181708) 1993 FW.

### Ime
Astronomi se ponekad služe nazivom Edgeworth-Kuiperov pojas kako bi odali priznanje Edgeworthu te se KBO-i ponekad nazivaju EKO-ima. Brian Marsden tvrdi da nijedan od navedenih ne zaslužuje pune zasluge: "Ni Edgeworth ni Kuiper nisu pisali ni o čemu sličnome što vidimo danas, ali Fred Whipple jest." Suprotno tome, Davit Jewitt komentirao je: "ako išta ... Fernandez gotovo sigurno zaslužuje priznanje za predviđanje Kuiperovog pojasa".
KBO-i se ponekad oslovljavaju i kuiperoidima, nazivom koji je predložio Clyde Tombaugh. Nekoliko znanstvenih grupacija preporuča izraz trans-neptunski objekt (TNO) za objekte unutar pojasa budući je manje kontroverzan od ostalih; unatoč tome ne radi se o sinonimu jer TNO-i uključuju sve objekte u orbiti oko Sunca dalje od neptunove orbite, a ne samo one unutar Kuiperovog pojasa.

## Podrijetlo
Točno podrijetlo Kuiperovog pojasa i njegove složene strukture još uvijek je nepoznato; astronomi stoga očekuju kompletiranje nekoliko široko-kutnih svemirskih teleskopa poput Pan-STARRS-a i LSST-a koji će moći otkriti do sada nepoznate KBO-e. Ta bi otkrića ujedno pomogla odgonetnuti navedene nedoumice.
Vjeruje se da se Kuiperov pojas sastoji od planetezimala, fragmenata izvornog protoplanetarnog diska oko Sunca koji se nije uspio formirati u prave planete već su nastala manja tijela od kojih najveća iznose 3.000 km u promjeru.
Moderne računalne simulacije pokazuju da se Kuiperov pojas nalazio pod snažnim utjecajem Jupitera i Neptuna. Također, pokazale su da se ni Uran ni Neptun nisu mogli formirati na sadašnjim lokacijama zbog nedostatka primordijalne tvari iz koje bi nastali objekti tolike mase. Umjesto toga, vjeruje se da su nastali bliže Jupiteru. Raspršenost planetezimala rano u povijesti Sunčevog sustava dovela bi do migracije orbita plinovitih divova; Saturn, Uran i Neptun pomaknuti su prema vani dok se Jupiter pomaknuo prema unutarnjem dijelu sustava. Orbite su im se s vremenom promijenile do te točke da se Jupiter i Saturn nalaze u točnoj 2:1 rezonanciji što znači da dok Jupiter napravi dvije orbite oko Sunca, Saturn napravi jednu. Gravitacijske posljedice takve rezonancije poremetile su orbite Urana i Neptuna što je za posljedicu imalo ekscentriciteniju orbitu Neptuna te pomak prema vani u primordijalni planetezimalni disk što je u disku izazvalo privremeni kaos. Kako se neptunova orbita širila, raspršila je brojne TNO planetezimale u više i ekscentricitetnije oribte. Mnogi su raspršeni prema unutra gdje ih je opet, u nekim slučajevima, prema vani izbacivao Jupiter. Za ovaj se proces vjeruje da je smanjio populaciju primordijalnog Kuiperovog pojasa za 99% te da je rasprostranjenost preostalih članova ograničio na vanjska područja.
Međutim, ovaj trenutačno najprihvaćeniji model, "model iz Nice", ne uspijeva objasniti neke od karakteristika distribucije te "problemi i dalje predstavljaju izazov analitičkim tehnikama i najbržem hardwareru i softwareu za numeričko modeliranje". Model predviđa viši prosječni eskcentricitet u orbitama klasičnih KBO-a nego što uistinu jest. Učestalost sparenih objekata, od kojih su mnogi udaljeni i slabo vezani, također predstavlja problem za model.

## Struktura
Na najširoj točki, uključujući vanjska područja, Kuiperov pojas proteže se otprilike od 35 do 55 AJ. Za glavninu tijela pojasa općenito se drži da se proteže od 2:3 rezonancije na 39,5 AJ do 1:2 rezonancije na otprilike 48 AJ. Kuiperov je pojas poprilično gust s glavninom koncentracije koja se proteže i do deset stupnjeva izvan ekliptične ravnine te difuznije distribucije objekata koja se proteže nekoliko puta dalje.
Neptunova prisutnost ima značajan utjecaj na strukturu pojasa zbog orbitalnih rezonancija. Tijeko razdoblja koje je usporedivo sa starošću Sunčevog sustava, neptunova gravitacija destabilizira orbite bilo kojih objekata koji se nalaze u određenim područjima te ih "preusmjeri" ili prema unutarnjem dijelu Sunčevog sustava ili vani u raspršeni pojas ili međuzvjezdani prostor. Ovaj fenomen dovodi do toga Kuiperov pojas posjeduje izražene praznine u trenutačnoj strukturi, slično kao što asteroidni pojas ima Kirkwoodove praznine. U području između 40 i 42 AJ, na primjer, nijedan objekt ne može zadržati stabilnu orbitu na tako dugo razdoblje, te pojedini koji su promatrani u tome području na svoju sadašnju lokaciju došli su tek nedavno.

### Klasični pojas
Između 2:3 i 1:2 rezonancije s Neptunom, na otprilike 42 - 48 AJ, gravitacijski utjecaj Neptuna je neznatan te objekti mogu egzistirati s netaknutim orbitama. Navedeno područje, čiji članovi čine oko dvije trećine do danas promatranih KBO-a, poznato je kao klasični Kuiperov pojas. Budući se prvi moderno otkriveni KBO, (15760) 1992 QB1, smatra prototipom grupe, klasične KBO-e često se naziva i cubewanosima ("Q-B-1-osi"). Smjernice Međunarodne astronomske unije zahtijevaju da klasični KBO-i nose imena mitoloških bića povezanih sa stvaranjem.
Po svemu sudeći klasični Kuiperov pojas sastoji se od dvije odvojene populacije. Prva, poznata kao "dinamički hladna" populacija, ima orbite slične planetima; gotovo kružne, s orbitalnim ekscentricitetom manjim od 0,1 i s relativnom malenom inklinacijom od oko 10° (leže u ravnini sa Sunčevim sustavom a ne pri određenom kutu). Druga, "dinamički vruća" populacija, ima orbite pod većom inklinacijom, do 30°. Nazivi populacija nemaju veze s mogućim razlikama u temperaturi već zbog analogije čestica plina koje pri zagrijavanju povećavaju relativnu brzinu. Dvije populacije osim što imaju različite orbite, različite su i boje; hladna populacije primjetno je crvenija od vruće. Ako je ovo odraz različitog sastava moguće je da su formirane u različitim područjima. Za vruću populaciju vjeruje se da je nastala u blizini Jupitera te je izbačena zbog utjecaja plinovitih divova. Za hladnu populaciju pretpostavljeno je da je nastala manje više na trenutačkoj lokaciji, iako je moguće da je i ona bila pod utjecajem Neptuna za vrijeme njegove migracije. Iako se čini da model iz Nice barem djelomično objašnjava njihovu različitost sastava, moguće je da je razlika u bojama posljedica različitih evolucija površine.

### Rezonancija
Kada je orbitalni period nekog objekta točno srazmjeran neptunovom, tada objekt može biti zahvaćen s njim u sinkroniziranom kretanju. Ako je, na primjer, objekt u točnoj orbiti kada za dvije orbite oko Sunca Neptun napravi tri, te ako svoj perihel dostigne kada je Neptun od njega udaljen za četvrtinu orbite, u tom slučaju kada god se vrati u točku perihela Neptun će uvijek biti na otprilike istom relativnom položaju budući je za to vrijeme prošao jednu i pol orbitu. Ovo je poznato kao 2:3 (ili 3:2) rezonancija i odgovara karakterističnoj velikoj poluosi od oko 39,4 AJ. 2:3 rezonancija obuhvaća oko 200 poznatih objekata, uključujući Pluton zajedno s mjesecima po čemu je ova skupina dobila naziv plutinoi.
Mnogi plutinoi, uključujući Pluton, imaju orbite koje se sijeku s neptunovom no zbog svoje rezonantnosti nikada se neće sudariti. Plutinoi imaju visoke orbitalne ekscentricitete iz čega se može zaključiti da su u sadašnje orbite došli izbacivanjem od strane migrirajućeg Neptuna. Smjernice Međunarodne astronomske unije zahtijevaju da se svi plutioni nazovu prema božanstvima podzemlja.
1:2 rezonancija (za svaku neptunovu cijelu, ovi objekti obave pola orbite) odgovara velikoj pulosi od oko ~47,7 AJ te je rijetko naseljena. Objekti iz ove populacije ponekad se nazivaju twotinosima. Druge rezonancije postoje pri 3:4, 3:5, 4:7 i 2:5. Neptun posjeduje i brojne trojanske objekte koji se nalaze u njegovim L4 i L5 točkama, gravitacijski stabilnim područjima ispred i iza njegove orbite. Često se opisuju kao da objekti u 1:1 rezonanciji s Neptunom te imaju jako stabilne orbite.
Postoji i relativan nedostatak objekata s velikom poluosi ispod 39 AJ što se ne može objasniti postojećim rezonancijama. Aktualno objašnjenje ovog fenomena jest dok se Neptun kretao prema vani, nestabilne orbitalne rezonancije postupno su se kretale kroz ovo područje što znači da je bilo koji objekt u njemu s vremenom gravitacijski izbačen.

### "Kuiperova litica"
Čini se kako je 1:2 rezonancija rub iza kojega je poznato svega nekoliko objekata. Nije jasno radi li se o stvarnome vanjskome rubu klasičnog pojasa ili početku velike praznine. Poznati su objekti koji su detektirani u 2:5 rezonancija na oko 55 AJ što je dobrano izvan klasičnog pojasa; međutim, predviđanja velikog broja tijela u klasičnim orbitama između ovih rezonancija nisu potvrđena promatranjima.
Raniji modeli Kuiperovog pojasa predlagali su dvosturko povećanje broja velikih objekata izvan granice od 50 AJ, tako da je ovaj drastičan pad, poznat kao "Kuiperova litica", bio potpuno neočekivan te je do danas ostao nerazjašnjen. 2003. Bernstein i Trilling et al. pronašli su dokaze da je značajan pad objekata polumjera od 100 km ili više izvan 50 AJ, realan, a ne izvazan mogućim pogreškama pri promatranju. Moguća objašnjenja glase da je materijal na tim udaljenostima pre rijedak ili pre raspršen da bi se formirao u velike objekte, ili da su kasniji procesi uklonili ili uništili one koji su se uspjeli formirati. Patryk Lykawka sa Sveučilišta Kobe tvrdi da je mogući uzročnik ovoga fenomena gravitacijski utjecaj neotkrivenog objekta, možda čak veličine Zemlje ili Marsa.

## Sastav
Proučavanje Kuiperovog pojasa od njegovog otkrića otkrilo je da se njegovi članovi sastoje uglavnom od ledova: kombinacije lakih ugljikovodika (poput metana), amonijama i vodenog leda, koji su ujedno prisutni i u sastavu kometa. Niska gustoća KBO-a s poznatim promjerom karakteristična je za građu od leda. Temperatura pojasa iznosi svega oko 50 K, tako da mnogi spojevi koji bi bliže Suncu bili plinoviti, ostaju u čvrstom agregatnom stanju.
Kemijski sastav KBO-a teško je odrediv zbog njihovih malih dimenzija i velike udaljenosti od Zemlje. Glavna metoda kojom se astronomi služe pri određivanju sastava nebeskih objekata je spektroskopija; kada se svjetlost objekta razbije na sastavne boje nastaje slika nalik dugi, odnosno spektar. Svaki element ili spoj ima svoj jedinstven spektroskopski potpis zbog čega se analiziranjem cijelog spektra nekog objekta može odrediti njegov sastav.
Tako detaljna analiza ranije nije bila moguća te su astronomi mogli odrediti samo osnovne činjenice o sastavu, poput njihove boje. Ovakvi prvotni podaci otkrili su široku paletu boja među KBO-ima, od neutralne sive do tamno crvene, Što navodi na zaključak da su im površine sastavljene od raznih spojeva, od nečistih ledova do ugljikovodika. Navedena raznolikost bila je iznenađenje budući su astronomi očekivali jednolično tamne KBO-e čiji su hlapljivi ledovi nestali zbog utjecaja kozmičkih zraka. Jedno od predloženih objašnjenja ove nedosljednosti je i izranjanje novoga materijala zbog udara. Međutim istraživanje iz 2001. tijekom kojeg je obavljena spektralna analiza poznatih objekata Kuiperovog pojasa pokazalo je da su varijacije u bojama predrastične da bi se objasnile nasumičnim udarima.
Iako je većinu KBO-a zbog njihovog slabog sjaja i danas teško spektralno analizirati, ostvaren je nemal broj uspjeha u određivanju njihovog sastava. 1996. Robert H. Brown et al. dobio je spektroskopske podatke objekta 1993 SC otkrivši površinski sastav s velikim količinama metanovog leda, slično 134340 Plutonu i Neptunovom mjesecu Tritonu.
Vodeni led detektiran je na nekoliko KBO-a, uključujući 1996 TO66, 38628 Huya i 20000 Varuna. 2004. Mike Brown et al. otkrili su prisustvo ledova kristalne vode i amonijevog hidrata na jednom od najvećih poznatih KBO-a, 50000 Quaoaru. Obje supstance trebalu su nestati za vrijeme postojanja Sunčevog sustava, iz čega se može zaključiti da su tek nedavno izbili na površinu, ili unutarnjom tektonskom aktivnošću ili udarom meteora.

## Masa i distribucija veličina
Unatoč njegovom velikom obujmu, kolektivna masa Kuiperovog pojasa relativno je mala. Pretpostavlja se da ukupna masa pojasa iznosi između 1/25 i 1/10 mase Zemlje, odnosno 1/13 prema drugim procjenama. Suprotno ovome, modeli formiranja Sunčevog sustava predviđaju kolektivnu masu pojasa koja iznosi 30 masa Zemlje. Navedeni nedostatak od >99% mase ne može se ignorirati budući je potreban za nastanak bilo kojeg KBO-a većeg od 100 km u promjeru. Da je u pojasu oduvijek vladala ovako niska gustoća, navedeni se objekti jednostavno ne bi mogli formirati. Nadalje, ekscentricitet i inklinacija sadašnjih orbita susrete objekata čini "silovitima" što više rezultira uništenjem nego nagomilavanjem. Čini se da su trenutni objekti Kuiperovog pojasa ili nastali bliže Suncu ili im je nekakav mehanizam raspršio izvornu masu. Neptunov današnji utjecaj preslab je da bi se njime objasnio tako značajan nestanak mase, iako model iz Nice predlaže da je u prošlosti mogao biti uzročnikom njenog uklanjanja. Dok je ovo pitanje i dalje bez odgovora, pretpostavke se kreću od zvijezda u prolazu do mrvljenja malenih objekata u prašinu dovoljno sitnu da bude pod utjecajem solarnog zračenja.
Svjetli objekti rijetkost su u odnosu na blijedu populaciju, očekivano u skladu s modelima "nagomilavanja", s pretpostavkom da su samo neki objekti određene veličine nastavili rasti. Ovaj odnos između N(D) (broj objekata čiji je promjer veći od D) i D, poznat kao "padina sjaja", potvrđen je promatranjima. Padina je obrnuto proporcionalna nekoj snazi promjera D:
{\displaystyle {\frac {dN}{dD}}\propto D^{-q}} gdje trenutačna mjerenja daju q = 4 ±0.5.
Što implicira 
{\displaystyle N\propto D^{1-q}+{\text{konstanta}}.}
Manje formalno, postoji na primjer 8 (=23) puta više objekata u rasponu od 100 – 200 km nego u 200 – 400 km. Drugim riječima, na svaki objekt promjera 1000 km trebalo bi doći oko 1000 (=103) objekata promjera od 100 km.
Ako q iznosi 4 ili manje, zakon bi implicirao neograničenu masu u Kuiperovom pojasu. Istinita funkcija N(D) očito pretpostavlja samo vrijednosti cijeloga broja tako da vrijednosti razlomaka koje daje za N za veliko D ne mogu biti točne. Točniji modeli pokazali su da je parametar "padine" q realno veći pri velikim promjerima i manji pri malim promjerima. Po svemu sudeći Pluton je neočekivano velik sadržeći nekoliko postotaka sveukupne mase Kuiperovog pojasa. Ne očekuje se da unutar pojasa postoji objekt veći od Plutona, te je većina nasjajnijih (najvećih) objekata na inklinacijama manjim od 5° vjerojatno već otkrivena. Od siječnja 2010. najmanji poznati objekt Kuiperovog pojasa ima promjer od 980 m.

## Raspršeni objekti
Raspršeni disk je rijetko naseljeno područje koje se preklapa s Kuiperovim pojasom ali se proteže do udaljenosti od 100 AJ pa i dalje. Objetki raspršenog diska (SDO, eng. Scattered disc objects) putuju u jako eliptičnim orbitama, često i u visokoj inklinaciji u odnosu na ekliptiku. Većina modela formiranja Sunčevog sustava prikazauju nastanak KBO-a i SDO-a u primordijalnom kometnom pojasu prije nego što su ih gravitacijski utjecaji, posebice s Neptunom, izbacili prema vani; neke u stabilne orbite (KBO-e) a druge u nestabilne na taj način formirajući raspršeni disk. Zbog njegove nestabilne prirode vjeruje se da je raspršeni disk izvor mnogih kratko-periodičnih kometa. Njihove dinamične orbite povremeno ih usmjere prema unutarnjem Sunčevom sustavu gdje prvo postanu kentauri a zatim i kratko-periodični kometi.
Prema Minor Planet Centeru koji službeno katalogizira sve trans-neptunske objekte, KBO je, strogo govoreći, bilo koji objekt koji orbitira isključivo unutar definiranog područja Kuiperovog pojasa, neovisno o njegovom podrijetlu ili sastavu. Objekti otkriveni izvan pojasa klasificiraju se kao raspršeni objekti. Međutim, unutar određenih znanstvenih krugova izraz "Kuiperov pojas" postao je sinonim za bilo koji ledeni planetoid u vanjskom Sunčevom sustavu, iako mu je orbita tijekom većine povijesti Sunčevog sustava možebitno bila izvan Kuiperovog pojasa. Objekte raspršenog diska često opisuju i kao "raspršene objekte Kuiperovog pojasa". 136199 Eris, koji je masivniji od Plutona, često se naziva KBO-om, iako je tehnički gledano SDO. Konsenzus među astronomima po pitanju točne definicije Kuiperovog pojasa još uvijek nije postignut.
Za Kentaure, koji se inače ne smatraju dijelom Kuiperovog pojasa, također se vjeruje da su raspršeni objekti, s jedinom razlikom u tome što su oni raspršeni prema unutra a ne vani. Tako Minor Planet Center Kentaure i SDO-e grupira zajedno kao raspršene objekte.

### Triton
Tijekom njegovog migracijskog perioda, Neptun je vjerojatno zahvatio jedan od većih KBO-a i postavio ga u orbitu oko sebe. Radi se o Tritonu, jedinom velikom mjesecu u Sunčevom sustav koji ima retrogradnu orbitu što znači da orbitira suprotno od smjera Neptunove rotacije. Ovo navodi na zaključak da je Triton u trenutku zahvaćanja već bio u potpunosti formirano tijelo, za razliku od satalita Jupitera i Saturna koji su nastali skupljanjem materijala iz diskova koji su okruživali njihve mlade matične planete. Triton je malo veći od Plutona, i spektralna analiza oba objekta otkrila je da su načinjeni od uglavnom istih materijala poput metana i ugljikovog monoksida. Iz ovoga se može zaključiti da je Triton nekoć bio KBO kojega je zahvation Neptun tijekom njegove migracije prema vani.

## Najveći KBO-i
Od 2000. godine otkriven je značajan broj objekata čiji se promjeri kreću od 500 do 1500 km. Klasični KBO 50000 Quaoar otkriven 2002. ima promjer od preko 1200 km, dok su 136108 Haumea i 136472 Makemake još veći. Manji objekti poput 28978 Iksiona i 20000 Varune imaju promjere od oko 500 km.

### Pluton
Otkrivanje velikih KBO-a u orbitama sličnim Plutonovoj mnoge je navelo na zaključak da Pluton nije toliko različit od ostalih članova Kuiperovog pojasa. Ne samo da su novootkriveni objekti Plutonu bili slični po dimenzijama, već su mnogi imali i prirodne satelite te sličan sastav (poglavito metan i ugljikov monoksid koji su pronađeni i na drugim KBO-ima). Tako točno u vrijeme kada se razmišljalo o reklasifikaciji 1 Ceresa kao planeta, određeni astronomi počeli su dovoditi u pitanje status samoga Plutona.
Dvojbu je u prvi plan smjestilo otkriće 136199 Eris, objekta u raspršenom disku daleko izvan Kuiperovog pojasa, za koju se ispostavilo da je 27% masivnija, ali po promjeru manja od Plutona. Suočena s novonastalom situacijom Međunarodna astronomska unija (IAU) po prvi je put točno definirala što to čini planet, između ostaloga navodeći potrebu da planet mora imati čisto područje oko svoje orbite. Budući da je Pluton svoju orbitu dijelio s brojnim drugim KBO-ima, IAU je zaključila da nije zadovoljio jedan od uvjeta te ga reklasificirala iz planeta u člana Kuiperovog pojasa. Postoje međutim mnogi drugi objekti poput 90482 Orka i 28978 Iksiona koji su dovoljno veliki da ostvare hidrostatičku ravnotežu te će vjerojatno zadovoljiti kriterije za proglašenje kada o njima bude dostupno više informacija.

## Istraživanje
16. siječnja 2006. NASA je lansirala New Horizons, prvu letjelicu kojoj je zadatak istraživanje Kuiperovog pojasa odnosno Plutona. Misija koju predvodi Alan Stern sa Southwest Research Instituta do cilja će doći 14. srpnja 2015. te bi, ako okolnosti dopuste, trebala nastaviti s istraživanje još jednog za sada neodređenoga, KBO-a. Kandidati za takvu produženu misiju imat će od 40 do 90 km promjeru te po mogućnosti bijeli ili sivi odsjaj kao suprotnost Plutonovoj crvenkastoj boji. Trenutačno nije određeno točno koji KBO se planira dodatno istraživati budući se očekuju podaci projekta Pan-STARRS koji će kontrolorima misije omogućiti što širi spektar mogućnosti.

## Drugi Kuiperovi pojasevi
Do 2006. astronomi su identificirali diskove prašine kao strukture nalik Kuiperovom pojasu oko devet drugih zvijezda. Dijele se u dvije glavne kategorije: široke pojaseve s polumjerom od preko 50 AJ i uže (poput našega) s polumjerom između 20 i 30 AJ te s relativno jasnim granicama. 15-20% zvijezda poput našeg Sunca posjeduju infracrvene tragove za koje se vjeruje da predstavljaju strukture poput Kuiperovog pojasa. Većina poznatih fragmentacijskih diskova oko drugih zvijezda mlađeg je podrijetla dok dvije fotografije desno predstavljaju diskove dovoljne starosti (oko 300 milijuna godina) da se smjeste u stabilne konfiguracije. Lijeva fotografija predstavlja pogled od gore na široki pojas, dok je desna bočni pogled na uski pojas. Simulacije prašine u Kuiperovom pojasu provede superračunalima otkrile su mogućnost da je ranije u povijesti svog postojanja nalikovao uskim diskovima oko mladih zvijezda.